# 中国驻亚美尼亚大使列表
本列表为中華人民共和國驻亚美尼亚历任大使名录。

## 历任中国驻亚美尼亚大使

### 中华人民共和国驻亚美尼亚大使（1992年至今）
1992年4月6日，中华人民共和国与亚美尼亚建交。同年7月，中国设立驻亚美尼亚大使馆，开始派遣驻亚美尼亚大使。1993年4月6日，中国驻亚美尼亚大使馆正式开馆。
| 姓名   | 任命           | 任命           | 到任           | 递交国书       | 免职           | 免职           | 离任       | 外交衔级 | 外交职务     | 备注 |
| 姓名   | 全国人大常委会 | 主席           | 到任           | 递交国书       | 全国人大常委会 | 主席           | 离任       | 外交衔级 | 外交职务     | 备注 |
| ------ | -------------- | -------------- | -------------- | -------------- | -------------- | -------------- | ---------- | -------- | ------------ | ---- |
| 赵希迪 | 1992年12月28日 | 1993年3月2日   | 1993年3月      | 1993年3月23日  | 1994年12月29日 | 1995年3月27日  | 1995年2月  | 大使     | 特命全权大使 |      |
| 杨克容 | 1995年5月10日  | 1995年7月11日  | 1995年7月      | 1995年7月13日  | 1998年4月29日  | 1998年9月17日  | 1998年8月  | 大使     | 特命全权大使 |      |
| 朱兆顺 | 1998年4月29日  | 1998年9月17日  | 1998年9月      | 1998年9月18日  | 2001年12月29日 | 2002年3月25日  | 2002年3月  | 大使     | 特命全权大使 |      |
| 左学良 | 2001年12月29日 | 2002年3月25日  | 2002年3月      | 2002年3月29日  | 2007年2月28日  | 2007年6月14日  | 2007年4月  | 大使     | 特命全权大使 |      |
| 宏九印 | 2007年2月28日  | 2007年6月14日  | 2007年6月10日  | 2007年6月14日  | 2009年12月26日 | 2010年4月13日  | 2010年2月  | 大使     | 特命全权大使 |      |
| 田长春 | 2009年12月26日 | 2010年4月13日  | 2010年3月6日   | 2010年3月16日  | 2014年6月27日  | 2014年11月19日 | 2014年10月 | 大使     | 特命全权大使 |      |
| 田二龙 | 2014年6月27日  | 2014年11月19日 | 2014年11月5日  | 2014年11月18日 | 2020年8月11日  | 2020年11月5日  | 2020年9月  | 大使     | 特命全权大使 |      |
| 范勇   | 2020年8月11日  | 2020年11月5日  | 2020年10月31日 | 2020年11月20日 |                | 2025年5月19日  | 2024年7月  | 大使     | 特命全权大使 |      |
| 李鑫炜 |                | 2025年5月19日  | 2025年4月26日  | 2025年5月2日   | 现任           |                |            | 大使     | 特命全权大使 |      |